# Bregmatothrips venustus
Bregmatothrips venustus är en insektsart som beskrevs av Ian A. Hood 1912. Bregmatothrips venustus ingår i släktet Bregmatothrips och familjen smaltripsar. Inga underarter finns listade i Catalogue of Life.